# 莫肖維 (阿拉斯加州)
莫肖維（英語：Morshovoi）是位於美國阿拉斯加州東阿留申自治市鎮的一個非建制地區。該地的面積和人口皆未知。

## 地理
莫肖維的座標為54°54′25″N 163°19′07″W / 54.90694°N 163.31861°W，而該地的平均海拔高度為191米（即633英尺）。